# Спурий Мелий
Спу́рий Ме́лий (лат. Spurius Maelius) — богатый римский хлеботорговец, якобы пытавшийся купить поддержку народа для провозглашения себя царём.

## Биография
Спурий Мелий происходил из сословия всадников.
В 440—439 годах до н. э. в Риме и окрестностях разразился голод; патриций Луций Минуций Эсквилин Авгурин был избран префектом анноны (лат. praefectus annonae) для организации продовольственного снабжения, но ему мало что удалось сделать.
Спурий Мелий, сенатор в 439 году до н. э., купив на свои деньги хлеб в Этрурии, устроил продажи этого зерна по низким ценам. Это снискало ему множество приверженцев среди бедноты, но также заставило патрициев, начавших опасаться за свою власть, подозревать его в искании популярности и стремлении к тирании — сразу после выборов консулов и продления полномочий префекта Луций Минуций представил в сенат сведения о том, что в доме Спурия Мелия организован склад оружия и проводятся сходки (лат. Contio), трибуны подкуплены и вождям толпы даны указания и распределены обязанности. Консул Тит Квинкций Капитолин Барбат назначил диктатором Луция Квинкция Цинцинната, который в качестве своего начальника конницы (лат. magister equitum) назвал Сервилия Агалу (якобы предка Марка Юния Брута по материнской линии).

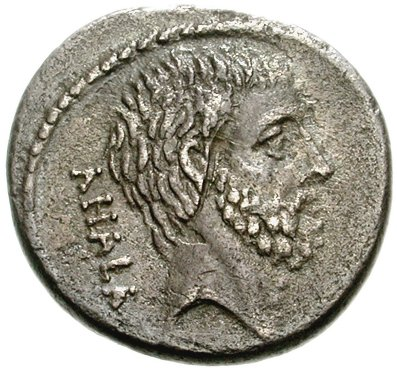
Сервилий Агала, убийца Спурия Мелия, на серебряном денарии 54 года до н. э., монетарий — Марк Юний Брут

На следующий день форум окружила стража, и Сервилий Агала был послан диктатором к Спурию Мелию с требованием предстать перед сенатом и ответить на обвинения. Спурий Мелий отказался исполнить приказание, взывая к римским плебеям о помощи. Сервилий Агала заколол его и, вернувшись к диктатору, удостоился от него похвалы «за спасение государства».
Собравшейся толпе Луций Квинкций Цинциннат заявил, что казнь Спурия Мелия законна, так как он не подчинился требованию диктатора, переданному через начальника конницы, хотя, согласно закону Валерия и Горация (448 год до н. э.), любое действие должностного лица, вплоть до консулов, может быть обжаловано перед народом.
Позднее диктатор велел квесторам распродать имущество Спурия Мелия и купленный им хлеб, доход от распродажи внести в казну, а дом Мелия, находившийся к юго-востоку от Капитолия возле портика Минуция (лат. Porticus Minuciae), разрушить. Пустырь на месте дома получил название «Эквимелий» (лат. Aequimaelium), Варрон связывает это название с лат. aequare — «сровнять с землёй», Цицерон с лат. aequum est — «справедливо» (был наказан Спурий Мелий).
Луций Минуций за раскрытие заговора был награждён быком с позолоченными для жертвоприношения рогами и другими подарками, за Тройными воротами ему была поставлена статуя.
Народные трибуны Квинт Цецилий, Квинт Юний и Секст Титиний, не одобрявшие убийства Спурия Мелия, добились созыва собрания для выборов на 438 год до н. э. военных трибунов вместо консулов.
В 436 году до н. э. народный трибун Спурий Мелий, тёзка или родственник убитого, вызвал в суд Луция Минуция (обвинив его в клевете и приписывании Спурию Мелию мнимых преступлений) и Сервилия Агалу (обвиняя в казни гражданина Рима без суда и требуя изъятия имущества в пользу государства). Сервилий Агала был осуждён народным собранием и изгнан. Позже Агала был амнистирован.